# Ernst Baars
Ernst Baars (* 13. Januar 1894 in Oldenburg in Oldenburg; † 24. Oktober 1969 in Long Beach, New Jersey, Vereinigte Staaten) war ein deutscher Chemiker, der nach 1945 in den USA arbeitete.

## Leben und Wirken
Baars studierte von 1912 bis 1925, unterbrochen durch den Kriegsdienst von 1914 bis 1918, Chemie an der Universität Marburg bis zur Promotion als akademischer Schüler von  Alfred Thiel. Er war dort von 1919 bis 1921 Assistent am Chemischen Institut und 1921 bis 1938 am Physikalisch-Chemischen Institut. Thiel habilitierte sich 1929 über das Thema Überspannung bei der elektrolytischen Abscheidung von Wasserstoff, wurde danach Privatdozent und 1937 außerordentlicher Professor am Physikalisch-Chemischen Institut in Marburg. Baars unterzeichnete im November 1933 das Bekenntnis der deutschen Professoren zu Adolf Hitler, beantragte am 8. Juni 1937 die Aufnahme in die NSDAP und wurde rückwirkend zum 1. Mai desselben Jahres aufgenommen (Mitgliedsnummer 5.160.270). Ferner war er ab 1. August 1937 Mitglied des Nationalsozialistischen Deutschen Dozentenbundes (NSDDB).
Von 1938 bis 1947 war er Forschungsleiter des Physikalischen und Chemischen Laboratoriums und Vorstand der rüstungswichtigen Akkumulatoren-Fabrik AG (AFA) in Hagen-Berlin, dem Stammwerk des späteren Varta-Konzerns. 1939 wurde er a.o. Professor in Berlin, 1941 Honorarprofessor an der TH Hannover.
Von 1947 bis 1969 arbeitete er am Research and Development Laboratory des U.S. Army Signal Corps in Fort Monmouth, New Jersey als Technical Consultant. Da er bei der Akkumulatoren-Fabrik Berlin-Hagen die Bordbatterien für die Fernrakete Aggregat 4 (V 2) sowie weitere Raketenprojekte entwickelt hatte, war er im Rahmen der Operation Paperclip in die USA eingeladen worden.
Seine Gebiete waren theoretische und technische Elektrochemie, Theorie der Elektrolyte, besonders Akkumulatoren.

## Schriften
- Die Überspannung bei elektrolytischer Bildung des Wasserstoffs. In: Sitzungsberichte der Gesellschaft zur Beförderung der gesamten Naturwissenschaften zu Marburg. 63. Band. Jahrgang, Nr. 10, 1928.